# Cynorkis rungweensis
Cynorkis rungweensis är en orkidéart som beskrevs av Rudolf Schlechter. Cynorkis rungweensis ingår i släktet Cynorkis, och familjen orkidéer. Inga underarter finns listade i Catalogue of Life.